# Palmire Dumont
Palmire Louise Dumont más conocida como Madame Palmyre o Palmyr (4 de marzo de 1855-4 de febrero de 1915) fue la gerente y propietaria de dos de los primeros bares gays de París en la década de 1890-1900: el bar de lesbianas La Souris (El Ratón) y el bar mixto Palmyr's Bar. Fue una figura emblemática en la creación de la cultura del "París gay" en Montmartre durante la Belle Époque.
Dumont nació en Béthune, en el seno de una familia de clase trabajadora vinculada a la industria cervecera. Se trasladó a Lille, donde trabajó en una fábrica textil hasta los veintidós años. Tras dejar la fábrica, es posible que se dedicara a la prostitución antes de trasladarse a París hacia 1880, donde empezó a regentar restaurantes y bares. Su primer establecimiento estaba cerca de la plaza de la Ópera. Hacia 1897, Dumont se hizo cargo de la gestión de La Souris, convirtiéndolo en uno de los clubes más famosos para lesbianas y clientes adinerados. En 1909, abrió el Palmyr's Bar frente al Moulin Rouge. El bar prosperó y se amplió durante su propiedad.
En la década de 1890, Dumont y su bulldog francés aparecieron en litografías y bocetos de Henri de Toulouse-Lautrec. Los dos bares que regentaba atendían a clientes gays y lesbianas, y a menudo aparecían en documentos judiciales y policiales, así como en publicaciones literarias y memorias. Como empresaria, contrató a artistas y organizó eventos que no sólo proporcionaron entretenimiento y empleo a miembros de la comunidad LGBT, sino que también ayudaron a crear turismo y comercio que beneficiaron a la economía parisina. El trabajo de Dumont como empresaria fue decisivo en la historia social del Montmartre lésbico, y sus negocios se estudian para comprender el establecimiento y desarrollo de los negocios de lesbianas y gays en el París moderno.

## Primeros años
Palmire Louise Dumont nació el 4 de marzo de 1855 en Béthune (Francia), hija mayor de Louis Dumont y Virginie (de soltera, Buissart). Procedía de la clase trabajadora, con un largo linaje de taberneros y cerveceros.  Tenía familiares de ambos lados de su familia que eran trabajadores de una cervecería, incluido su padre. Su madre era modista y ambos padres sabían firmar con su nombre. Después de 1865, la familia se trasladó a Lille, ya que su hermana Laurence Irma nació en 1865 en Béthune, pero su otra hermana, Adèle Julia, nació en 1868 en Lille. Dumont comenzó a trabajar en una hilandería. Sólo ganaba 18 sous (un sou era 1/20 de franco, o aproximadamente el equivalente a 8,5 peniques británicos) por un día de trabajo, y más tarde recordaría su pobreza durante ese tiempo. Dejó el trabajo en la hilandería en 1877; algunas fuentes literarias indican que pudo haber sido prostituta durante algún tiempo.

## Trayectoria temprana
En 1880, Dumont ya vivía en París, ya que se convirtió en una de las primeras miembros del Club de Propietarios de Bulldogs Franceses, que se organizó ese año. Francis Carco, en su libro Montmartre à vingt ans (Montmartre en los años veinte), señaló que el primer bar de Dumont en París estaba situado en la Rue Halévy, cerca de la Place de l'Opéra. El crítico de arte Émile Schaub-Koch y el poeta Sylvain Bonmariage escribieron sendas obras literarias en las que describen una borrachera de tres meses en 1888 en la que participaron Dumont, la cortesana Lucy Jourdan, el artista Henri de Toulouse-Lautrec y otra amiga, Armande Brazier (también conocida como Armande la Borgne), que más tarde regentaría el bar lésbico Le Hanneton (El bicho de junio) en la rue Pigalle. Otra prueba de que Toulouse-Lautrec y Dumont se conocieron al principio de su estancia en París proviene de un retrato que hizo en 1892 y que, según la historiadora Leslie Choquette, podría representar a Dumont.

## La Souris

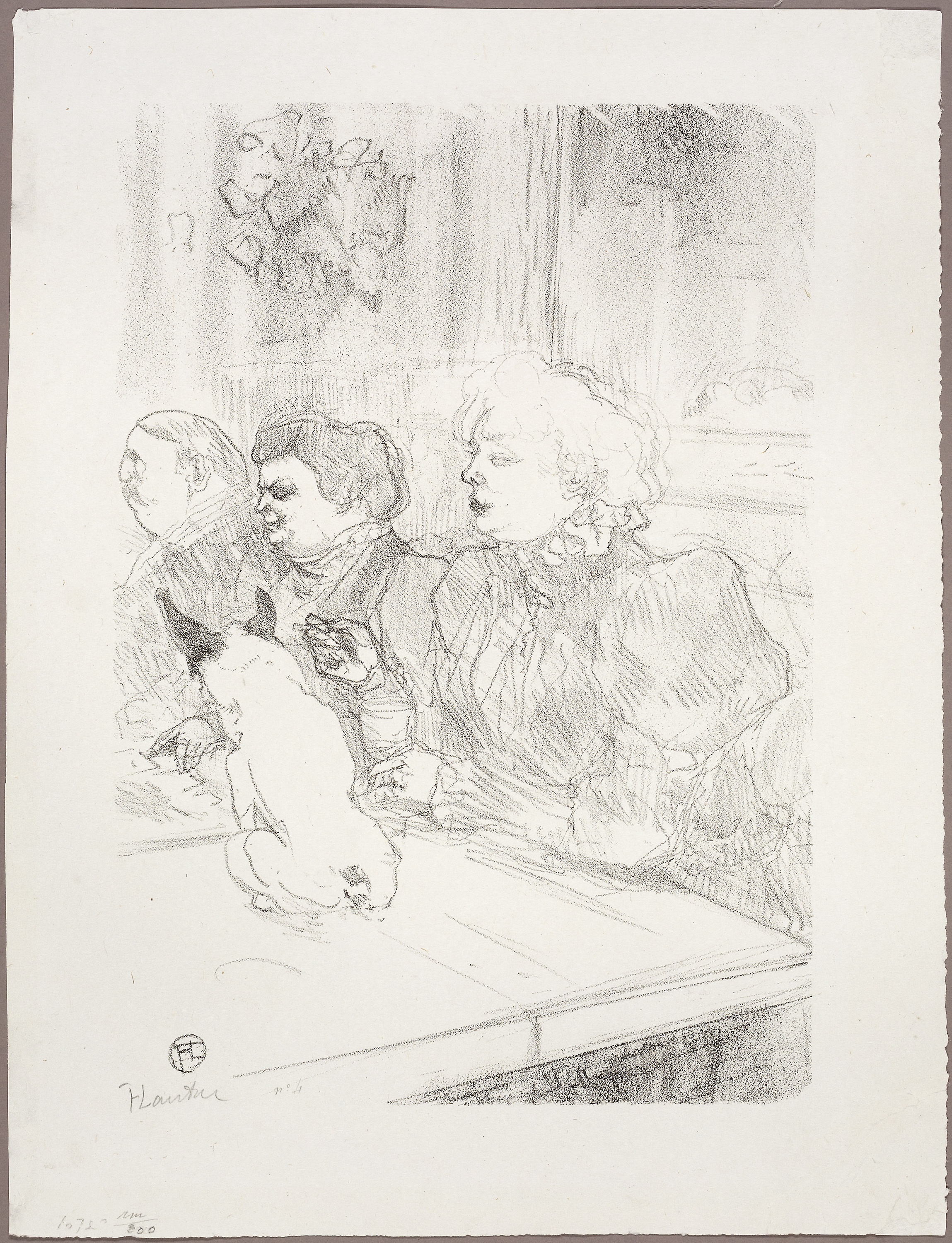
A la Souris, Madame Palmyre, por Toulouse-Lautrec, 1897.

La homosexualidad había sido despenalizada en Francia durante la Revolución Francesa, y una ley de 1880 abrió el libre comercio a los negocios que vendían alcohol. La relajación de las restricciones se tradujo en un aumento de las oportunidades de negocio en el sector del ocio para los empresarios gays y lesbianas a finales del siglo XIX. Los clientes de bares y locales de ocio no podían ser arrestados por comportamiento homosexual, pero sí podían serlo, y de hecho lo eran, por obscenidad pública, corrupción, incitación a la prostitución o por no registrarse como prostituta ante el Estado. Algunas brasseries (un tipo de restaurante que servía comida sencilla y bebidas alcohólicas, especialmente cerveza) también se dedicaban a la prostitución; en el barrio de Montmartre, algunas estaban dirigidas a clientes lesbianas. Uno de estos establecimientos era La Souris (El Ratón), situado en el número 29 de la calle Bréda (más tarde calle Henri Monnier), en Pigalle. Ya en 1890, era conocido como lugar de encuentro de lesbianas. Jules Davray y otros escritores señalaron que la clientela trataba el establecimiento como si fuera su casa y se expresaba libremente mientras estaba allí. La brasserie tuvo repetidamente nuevos gerentes durante la década de 1890.
En enero de 1897, un hombre llamado Floquet, junto con Dumont (llamada "Dame Dumont") como su representante, alquilaron La Souris cuando fue desalojada por un hombre llamado Liot y su gerente, Dame Delbès. El alquiler incluía el comedor de tres por trece metros, una cocina y un dormitorio en el piso de arriba con chimenea. Se rumoreaba que Dumont, conocida por el nombre de "Palmyre" o "Madame Palmyre", era lesbiana y antigua amante de Moïse Zekri, que más tarde se convertiría en el propietario del Maurice's Bar.
A diferencia de otros establecimientos lésbicos de la época, como Le Hanneton, Dumont no recurría a la publicidad y La Souris no estaba señalizado. Sin embargo, se convirtió en uno de los clubes preferidos por las lesbianas y los clientes adinerados. En La Souris se reunía el Club de Propietarias de Bulldogs Franceses, del que formaban parte escritoras como Natalie Clifford Barney, Colette y Renée Vivien, entre otras. A principios de siglo, el negocio se incluyó en lo que se conocía como el Tour de los Grandes Duques, un tipo de turismo que permitía a los miembros acomodados de la sociedad experimentar de forma voyeur los espacios sociales urbanos, observar y participar en transgresiones sexuales y evitar temporalmente las convenciones sociales que solían separar a la gente de clase alta de la pobre. Varias editoriales publicaron guías de establecimientos para lesbianas. Gerstle Mack, autor de la primera biografía de Toulouse-Lautrec en lengua inglesa, definió La Souris como "el restaurante de lesbianas más famoso de la época".

### Toulouse-Lautrec, Dumont y Bouboule

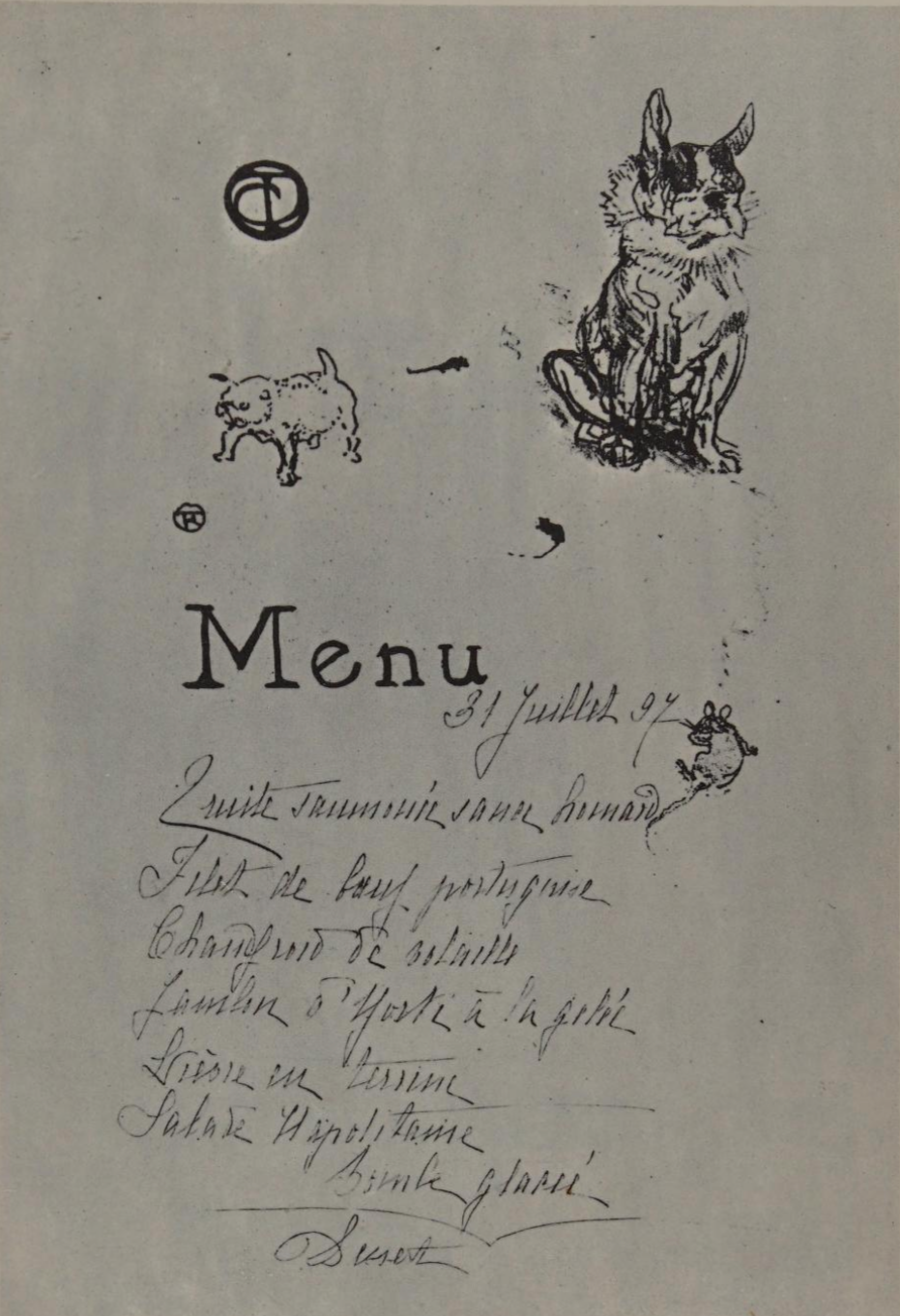
Menú de una cena en La Souris el 31 de julio de 1897, Toulouse-Lautrec.

El pintor Toulouse-Lautrec comenzó a visitar La Souris casi al mismo tiempo que Dumont se convertía en la gerente. Sus dibujos y bocetos de Dumont, su bulldog Bouboule y otros clientes del establecimiento, así como su presentación de amigos a la brasserie, la convirtieron en un lugar de encuentro para artistas e intelectuales de vanguardia. También lo frecuentaban prostitutas, mantenidas, artistas y clientes que querían fumar, tomar morfina o éter, apostar o ver el entretenimiento que se ofrecía. A partir de mayo de 1897, Toulouse-Lautrec vive cerca, en la avenida Frochot. El 31 de julio de 1897, celebra una cena para sus amigos en La Souris. Para la fiesta, realiza una litografía de Bouboule (a partir de un boceto anterior) y unos ratones para la carta del menú. La litografía fue impresa por Henri Stern y el menú se añadió a mano. La cena incluyó trucha arco iris en salsa de langosta, filete de ternera a la portuguesa, chaudfroid de ave, jamón de York en gelatina, terrina de liebre y ensalada napolitana, seguida de bombe glacée y postre.

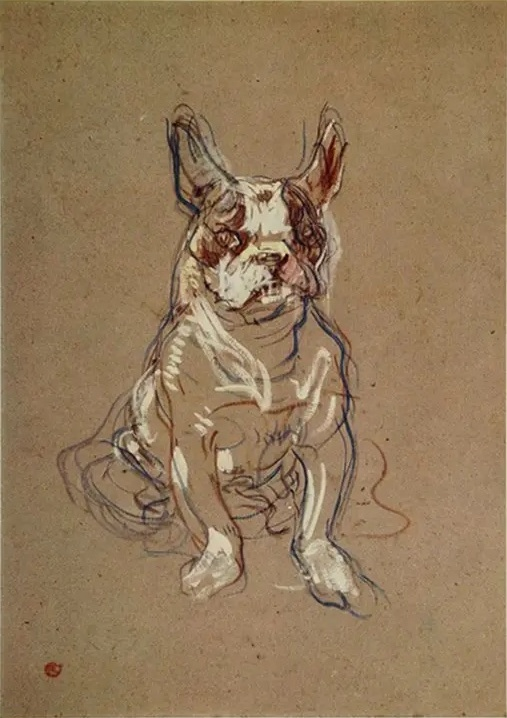
Bouboule, el bulldog de Dumont, boceto de Toulouse-Lautrec, 1897.

Los bulldogs como Bouboule se habían puesto de moda, por primera vez, entre las lesbianas y las mujeres no conformes con su género en París, antes de que la popularidad de la raza hubiera crecido entre las clases altas. A menudo se describía a Bouboule como indisciplinado y antipático, que mordía u orinaba en los pies de cualquiera que intentara acariciarlo. Aunque Dumont intentó adiestrar al perro para que se comportara mejor, a Bouboule no le gustaba su clientela femenina, pero era curioso y Toulouse-Lautrec lo representó a menudo como un observador indiscreto de sus acciones. Como cliente habitual de La Souris (que él pronunciaba "La Touris"), Toulouse-Lautrec realizó allí varios bocetos. En los fondos del Museo Toulouse-Lautrec, en Albi, se conservan numerosos bocetos y pinturas de Bouboule. Entre sus obras en las que aparece Bouboule se encuentran Le Marchand de Marrons (1897, El vendedor de castañas asadas), À La Souris: Madame Palmyre et son chien (1897, Madame Palmyre y su perro), y probablemente L'cheval et le chien à la pipe (1898, El caballo y el perro con pipa), en la colección de Otto Gerstenberg.
A la Souris, Madame Palmyre (1897, Madame Palmyre en La Souris) presentaba a Bouboule observando a su dueña jugar a las cartas, mientras estaba sentado en una mesa entre un mecenas rubio y el ayudante de Dumont, Émile Brunswick. La imagen vuelve a utilizarse en Conversación (1899). Otra obra de Toulouse-Lautrec en la que aparece Dumont es À La Souris: Portrait de face de Madame Palmyre (1897, Retrato de cara de Madame Palmyre en La Souris).

### Incidente de asalto y nueva gestión
En junio de 1897, las mujeres del bar fueron agredidas por varios hombres, descritos en los registros oficiales como proxenetas, molestos porque el bar les estaba vedado. Tras una pelea, Dumont llamó a la policía, que detuvo a Manuel Louise y Auguste Robbe, acusándolos de agresión. La policía y los tribunales dieron la razón a las mujeres. En general, la policía dejaba tranquilas a las lesbianas a menos que actuaran en público; Colette fue detenida una vez por besarse en el escenario con su amante Mathilde de Morny, la marquesa de Belbeuf, conocida como Missy. Choquette reconoció la posibilidad de que Palmyre pagara dinero a la policía por su protección. Aunque la brasserie tuvo éxito, Dumont abandonó La Souris en 1900, y poco después tuvo dos encontronazos con la ley. En febrero fue detenida por interferir con un policía y multada. También fue detenida en mayo por agresión a otra mujer, pero los cargos fueron desestimados por falta de pruebas. Louise Jost, que había trabajado en Le Hanneton, continuó con el negocio y dirigió La Souris hasta 1916.

## Bar Palmyr

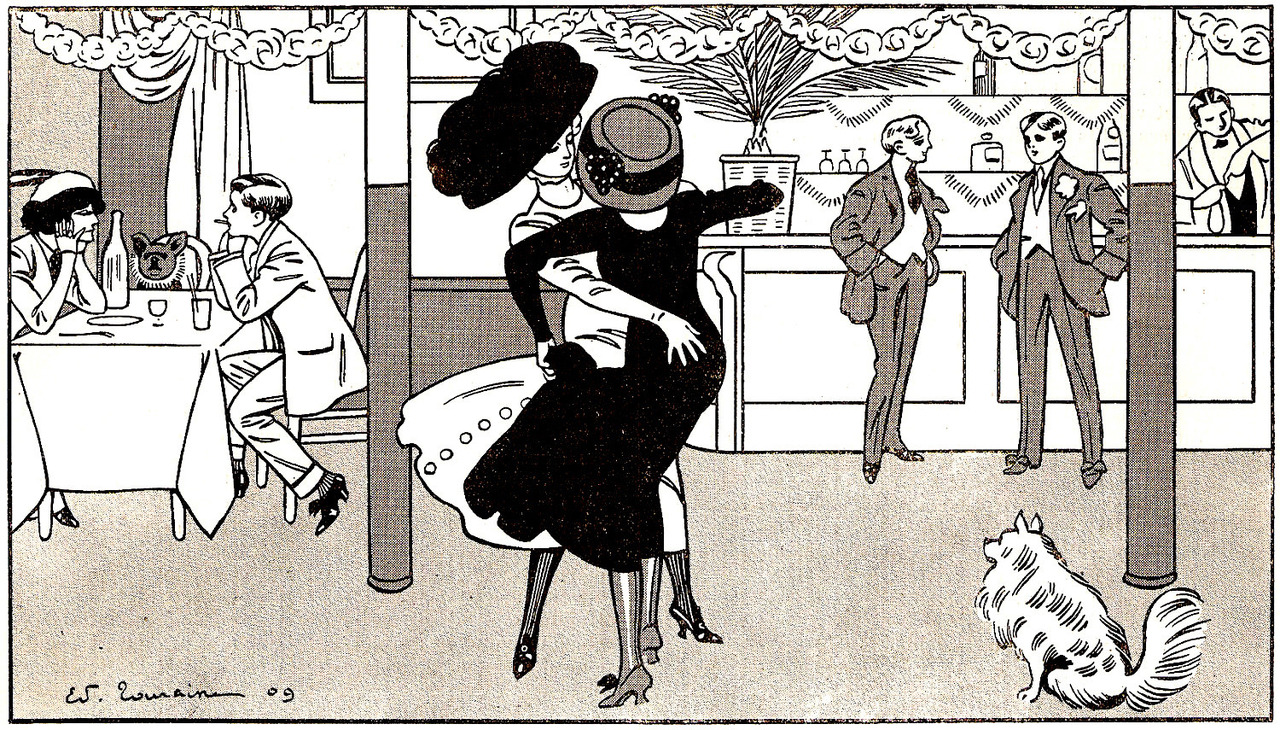
Le Sémiramis-Bar, (nombre seudónimo de Palmyr's Bar), ilustración de Édouard Touraine para un texto de Colette, 1909.

En 1909, Dumont abrió su propio establecimiento, el Palmyr's Bar, con un nombre anglófono a propósito. Estaba situado enfrente del Moulin Rouge, que había abierto dos décadas antes y había contribuido a consolidar la zona como centro de ocio. Firmó un contrato de arrendamiento de diez años por el local situado en el número 5 de la Place Blanche con sus socios Albert y Marcel Verdier, hermanos cuyos padres eran restauradores. El bar seguía el modelo de un club nocturno para gays llamado Maurice's Bar, que había cerrado hacía poco, y tenía portero. Dumont, que atendía tanto a gays como a lesbianas, se dirigió deliberadamente a mujeres homosexuales como Colette y su compañera Missy, así como a actores y cantantes como Louise Balthy, Édouard de Max y Véra Sergine, y a escritores como Jacques d'Adelswärd-Fersen. Al igual que en su local anterior, muchos de sus clientes se dedicaban al tráfico de drogas y a la prostitución, y no hacía publicidad. Colette describió el menú como pollo con salchichas, sopa de puerros y lomo de ternera, y a la clientela como hombres con el pelo largo y mujeres con el pelo corto. Los animadores del bar, Georges Giguet, que actuaba como Bobette, y Lucien Kotheé, que actuaba como Lucienne, cantaban canciones cómicas obscenas y tomaban prestados accesorios femeninos de los miembros del público para hacer el can-can. Otros artistas del bar eran Otéro, un bailarín español de piel oscura que también actuaba con Giguet en sketches igualmente obscenos. "La herejía sentimental", un artículo publicado en 1909 en Fantasio, también afirmaba que Colette y Missy actuaban allí.

### Representaciones literarias

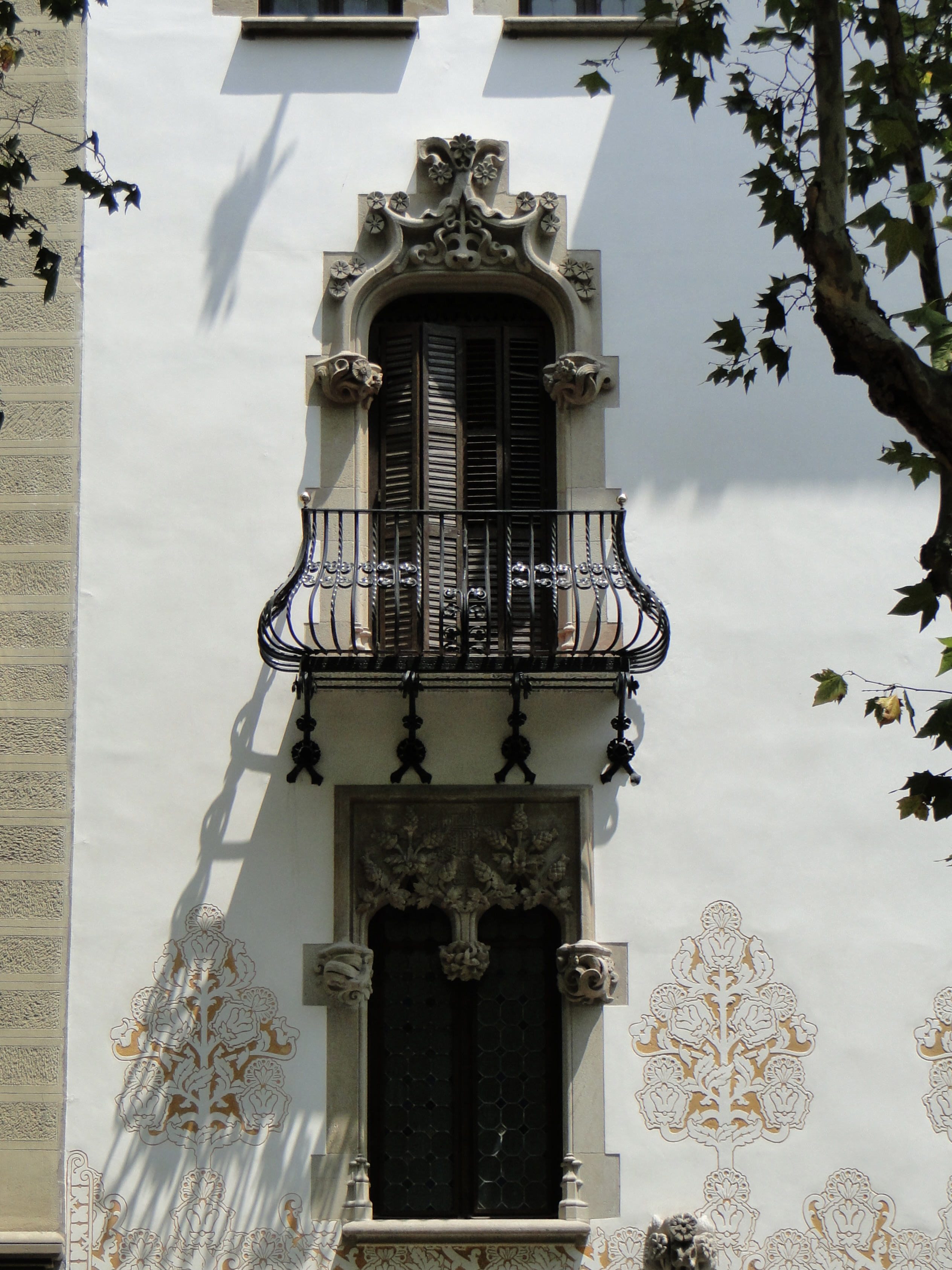
Balcón colonial español, Barcelona.

Colette, que frecuentaba el bar con Missy, describió a Dumont como una madre que las colmaba de regalos, cocinaba sus comidas favoritas y presumía de sus cachorros de bulldog con gran orgullo. En "Sémiramis Bar", publicado en marzo de 1909 en La Vie Parisienne, escribió una descripción apenas velada de Dumont en la que decía que la propietaria se parecía a un bulldog, llevaba el pelo rojo recogido en un chichón justo por encima de la frente con un moño en la parte de atrás y tenía el pecho como un balcón español. También describió a Dumont como brusca, pero generosa. La bailarina Jane Avril y otros observadores describieron a Dumont como habladora, pero con un ingenio insolente y agudo. Paul Leclercq señaló que, aunque Dumont parecía su perro y siempre parecía dispuesta a morder, en realidad era "extremadamente bondadosa", y otros dijeron que tenía un "corazón de oro".
El escritor y crítico David Sweetman creía que Émile Zola había basado en Dumont el personaje de Laure Piedefer de su novela Nana; sin embargo, los estudiosos Choquette y Nicole G. Albert llegaron a la conclusión, tras examinar las notas de Zola, de que Nana describía a Louise Taillandier y su bar de la Rue des Martyrs. Las cartas de Colette contenían referencias a Dumont, y además del artículo publicado en La Vie Parisienne, incluyó descripciones de Dumont y La Souris en su novela La Vagabonde (1910, La Vagabunda) y en varios relatos cortos. El personaje de Zénobie en Lélie, fumeuse d'opium: roman (1911, Lélie, fumadora de opio: novela), escrita por el seudónimo Willy, está basado en ella.("Willy" era un seudónimo utilizado por Henry Gauthier-Villars, marido de Colette, que recurrió a diversos escritores fantasma. Choquette identifica al escritor de Lélie posiblemente como Curnonsky o Paul-Jean Toulet. La escritora Judith Thurman creía que el escritor era Toulet.) Tanto ella como Giguet aparecen en las memorias Chez de Max (1918, En casa de Max) de Louis Delluc. El personaje de Locuste en La Bohème canaille (1922, La Bohemia canalla) de Michel Georges-Michel también está basado en Dumont.

### Redada policial y notoriedad
En una redada en junio de 1909, Albert Verdier fue uno de los detenidos y condenado por indecencia pública. Fue condenado a cuatro meses de prisión, y al año siguiente se disolvió la sociedad de los hermanos Verdier y Dumont. En agosto de 1910, entabló una nueva sociedad de diez años con Giguet. El bar prosperó bajo la nueva sociedad y la cultura popular lo describía regularmente como un centro de vicio. El negocio creció tanto que Dumont contrató a su hermana menor Adèle y a una mujer que era ganadera en Marcilly-sur-Eure para abastecer el restaurante. Aunque hubo quejas ocasionales de vecinos o clientes que no eran habituales, la policía generalmente las desestimaba. La policía lo hacía basándose en que los comportamientos en el bar reflejaban acciones similares en otros bares, y señalaban que los propietarios eran diligentes a la hora de asegurarse de que no se producían conductas delictivas. Cuando comenzó la Primera Guerra Mundial y Montmartre se vio obligado a cerrar sus locales de ocio por motivos de seguridad, Dumont aprovechó su condición de restauradora para ampliar el negocio a la farmacia de al lado.

## Muerte y legado
Dumont falleció el 4 de febrero de 1915 en su apartamento situado en el número 41 de la Rue de Douai de París. Choquette atribuye su muerte al consumo de drogas y alcohol. Su hermana Adèle heredó la mitad de la participación de Dumont en el bar, así como sus efectos personales. Entre sus joyas había un anillo con las iniciales S. B.; Choquette especula que Dumont podría haberlo recibido de la actriz Sarah Bernhardt. Cuando Giguet fue reclutado en mayo, el establecimiento cerró durante la guerra. Tras el armisticio, reabrió el negocio como Liberty's Bar, con un nuevo socio cuando Adèle se retiró en 1923. El bar siguió funcionando hasta los años sesenta.
Según Choquette, el seguimiento de la vida y el desarrollo empresarial de Dumont no sólo muestra cómo se establecieron y transformaron los negocios de gays y lesbianas en París, sino también cómo Montmartre se convirtió en un centro lésbico y en el eje de lo que llegó a conocerse como el "París gay". Dumont y los miembros de su círculo fueron pioneros en el modelo de negocio de la vida nocturna y los locales de fiesta "(homo)sexualizados". Los establecimientos que regentaba permitían a gays y lesbianas ser visibles y participar en sus comunidades como clientes y propietarios. Al comercializar y mercantilizar la comunidad homosexual y animar al turismo a participar en los placeres bohemios que ofrecía Montmartre, contribuyó a que esa zona de París ocupara una posición central como capital del ocio gay.
Numerosos artistas e ilustradores acudieron a Montmartre durante la Belle Époque para retratar a la clientela, las parejas, los propietarios de bares y los locales de ocio que abastecían a las crecientes industrias de la vida nocturna. Además de los numerosos retratos de Dumont y Bouboule realizados por Toulouse-Lautrec, George Bottini pintó una acuarela Au Café (1899, El Café) de Dumont y Brunswick en la cocina de La Souris. A la Souris, Madame Palmyre (En El ratón, Madame Palmyre) se ha expuesto en todo el mundo y se vendió en una subasta de Christie's en 2005 por 20 millones de dólares. Dumont, sus bares y otros bares de lesbianas y propietarias de la época también se convirtieron en el tema de numerosas obras literarias centradas en temas de homosexualidad o bisexualidad femenina. Albert afirmó que La Souris y el Palmyr's Bar fueron importantes lugares de la vida queer durante el periodo, sacando a las lesbianas en particular de la invisibilidad al espacio público.